# Molophilus kaandha
Molophilus kaandha là một loài ruồi trong họ Limoniidae. Chúng phân bố ở miền Australasia.